# Anamorph
Pour plus de détails, voir Fiche technique et Distribution.
Anamorph, ou Anamorphose au Québec, est un thriller psychologique indépendant américain écrit et réalisé par Henry S. Miller sur le scénario coécrit avec Tom Phelan, mettant en scène Willem Dafoe et Scott Speedman. Produit par Kamala Films et distribué par IFC Films, ce film est sorti le 18 avril 2008 à New York et le 2 mai à Los Angeles aux États-Unis.

## Synopsis
L'inspecteur Stan Aubray enquête sur un meurtre. Le mode opératoire du tueur ressemble étrangement à celui observé lors d'une affaire récente. Aubray va tenter de reconstituer les pièces d'un puzzle qui a germé dans le cerveau malade d'un tueur en série particulièrement sadique. Il déambule dans les rues de New York, tel un fantôme, à la recherche de l'infâme criminel qui se prend pour un artiste.

## Fiche technique
- Titre français : Anamorph
- Titre québécois : Anamorphose
- Titre original : Anamorph
- Réalisation : Henry S. Miller
  - Première assistante réalisation : Carrie Fix
  - Seconde assistante réalisation : Kara Doherty
- Scénario : Henry S. Miller et Tom Phelan
- Société de production : Kamala Films
  - Production : Marissa McMahon
  - Production exécutive : Campbell Miller
  - Coproduction : Michael G. Gunther
- Sociétés de distribution :
  -  États-Unis : IFC Films
  -  Canada : Seville Pictures
- Directions artistiques : Doug Huszti et Woods Mackintosh
- Chef de la photographie : Fred Murphy
- Chefs casting : Kerry Barden, Suzanne Crowley, Billy Hopkins et Paul Schnee
- Chef décorateur : Jackson De Govia
- Chef costumier : Eric Daman
- Chef monteur : Geraud Brisson
- Chef sonore : Robert Hein
- Musique : Reinhold Heil et Johnny Klimek
- Pays d'origine : États-Unis
- Langue : anglais
- Genre : Thriller psychologique
- Durée : 107 minutes
- Dates de sortie :
  -  États-Unis : 18 avril 2008 (New York) - 2 mai 2008 (Los Angeles)
- MPAA : R-Rated, moins de 17 ans, non accompagné
- CSA : Interdit aux moins de 12 ans

## Distribution
- Willem Dafoe (VF : Patrick Floersheim) : Stan Aubray
- Scott Speedman : Carl Uffner
- Peter Stormare : Blair Collet
- Clea DuVall (VF : Marie Donnio) : Sandy Strickland
- James Rebhorn : Le chef Lewellyn Brainard
- Amy Carlson : Alexandra Fredericks
- Yul Vazquez : Jorge "George" Ruiz
- Don Harvey : Michael C.
- Paul Lazar : Le médecin légiste
- Edward Hibbert : Le propriétaire de galerie
- Mick Foley : Le propriétaire de la boutique antique

## Production

### Tournage
Le tournage a lieu entre le 9 janvier et 21 février 2006 dans la banlieue newyorkaise, c'est-à-dire dans le centre-ville, au Puffy's Tavern Bar sur Hudson Street, ainsi qu'à l'Université Pace de Manhattan.